# Chrysotoxum tiantaiensis
Chrysotoxum tiantaiensis är en tvåvingeart som beskrevs av Huo och Zheng 2004. Chrysotoxum tiantaiensis ingår i släktet getingblomflugor, och familjen blomflugor. Inga underarter finns listade i Catalogue of Life.